# Косновская
Косновская — деревня в Холмогорском районе Архангельской области.

## География
Находится в центральной части Архангельской области на расстоянии приблизительно 8 км на восток по прямой от районного центра села Холмогоры на юго-восточном берегу острова Куростров в пойме реки Северная Двина.

## История
В 1859 году здесь (тогда деревня Холмогорского уезда Архангельской губернии) было учтено 10 дворов. До 2022 года входила в Холмогорское сельское поселение до его упразднения.

## Население
Численность населения: 79 человек (1859 год), 19 (русские 89 %) в 2002 году, 12 в 2010.